# Golanhöjderna

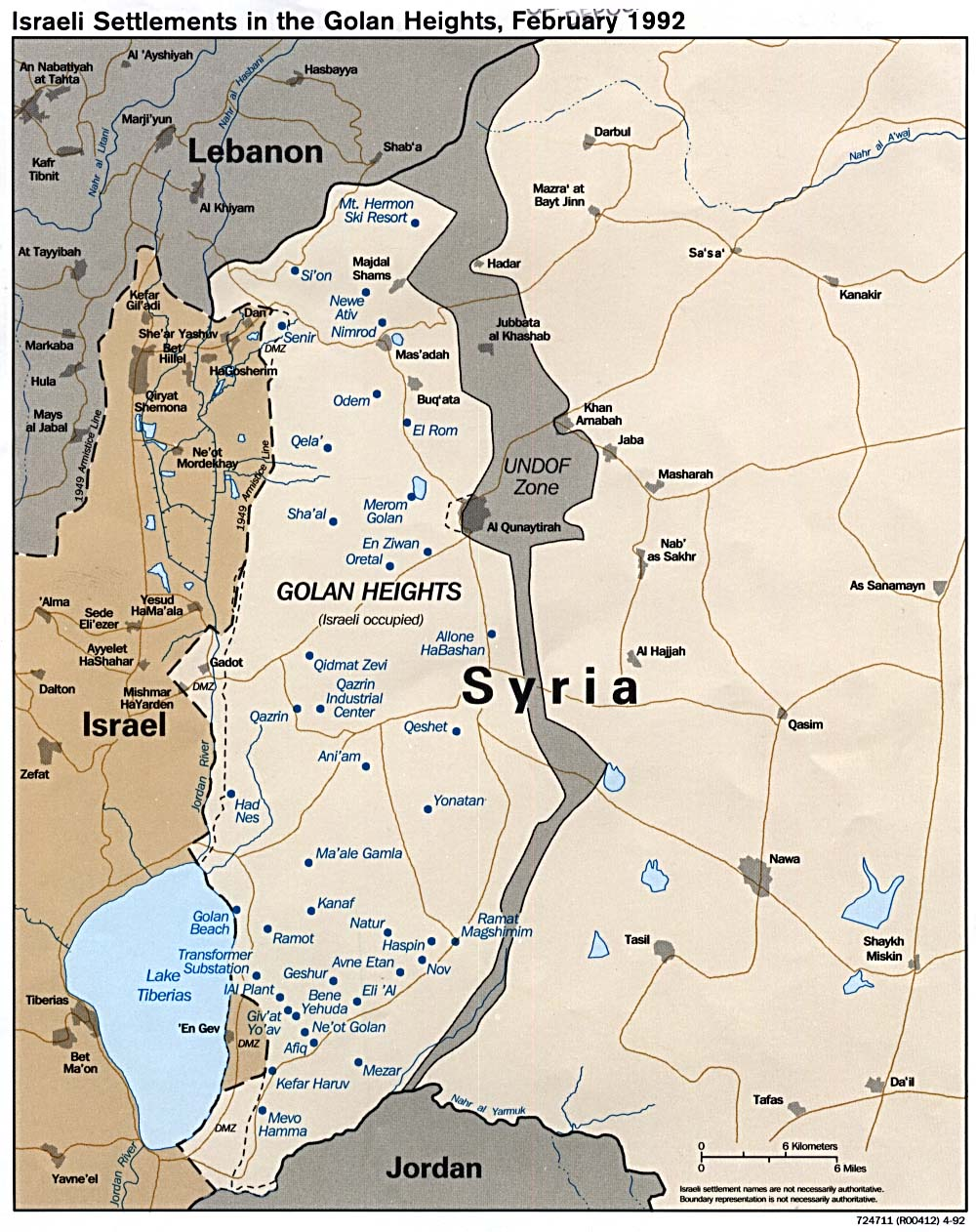
Blått anger israeliska bosättningar på Golanhöjderna; svart anger syriska samhällen. Källa: CIA, 1992

Golanhöjderna (arabiska: الجولان; hebreiska: רמת הגולן), förr Syriska höjderna, är en högslätt i sydvästra Syrien. Under sexdagarskriget 1967 erövrades Golanhöjderna av Israel, som 1981 annekterade området. Israels annektering har inte erkänts av omvärlden, men USA beslutade 2019 att officiellt erkänna Israels suveränitet över Golanhöjderna.
Libanon gör anspråk på ett mindre gränsområde som kallas Shebaagårdarna, och anspråket stöds av Syrien. Då Israel 2000 drog sig tillbaka från södra Libanon, accepterade den grupp från FN som övervakade tillbakadragandet att Israel behöll sina trupper i Shebaaområdet.

## Historik

### Äldre historia
Amoriter dominerade Golan från tredje årtusendet före Kristus fram till andra årtusendet f.Kr., då araméer etablerade sig i området. Höjderna, som i Bibeln kallas Bashan, orsakade krig mellan Israel (det norra av de två judiska kungariken som existerade vid denna tid) och det arameiska kungariket från 800-talet f.Kr. Den israeliske kungen Ahav, som regerade 874–852 f.Kr., besegrade Ben-Hadad I i södra Golan.
Omkring 700 f.Kr. tog assyrier över kontrollen över området, men följdes snart av babylonier och senare av det persiska riket. På 500-talet f.Kr. bosatte sig judar i området efter sin exil i Babylon (dagens Irak).
På 400-talet f.Kr. intog Alexander den store området, som förblev under hellenistiskt styre fram till dess romarna erövrade det. I mitten av 200-talet f.Kr. hjälpte Judas Mackabaios judar i området, som inte stod under judisk kontroll, i en revolt mot seleukiderna.
Namnet Golan uppstod under den romerska ockupationen och är en latinisering av det grekiska namnet på området: "Gaulanitis". Under det första judiska upproret mot Rom, som leddes av judar från Judeen, erövrade ett antal judar en bergstopp vid Gamla som senare föll i romerska händer. Bergstoppen kallas idag "Golans Masada" (dvs. "Golans fästning"). När det romerska riket delades 391 e.Kr., blev Golan en del av Bysantinska riket. År 636 erövrade araber området som därefter kom under kalifen i Bagdad. Under 1400- och 1500-talen började druser att bosätta sig i norra Golan och på Hermonbergets sluttningar. Även sudaneser, turkmener, cirkasser och syriska araber slog sig ned på höjderna. På 1500-talet blev Golan en del av Osmanska riket och förblev under turkisk kontroll fram till första världskriget. Först på 1800-talet började namnet Golanhöjderna förekomma i skrifter.

### Historia efter första världskriget

Golanhöjdernas historiska gränsdragningar.

Gränsen mellan de områden som skulle bli de brittiska respektive franska NF-mandaten definierades i stort genom den fransk-brittiska gränsöverenskommelsen i december 1920, i vilken större delen av Golanhöjderna hamnade under fransk överhöghet. Den fransk-brittiska kommission som skulle fastställa gränsens läge mer exakt blev dock inte klar med sitt arbete förrän 1923, vilket gjorde att det franska styret inte upprättades i Golan förrän året efter det att det Brittiska mandatet i Palestina upprättats. Fransmännen överlät kontrollen över en del av Golanhöjderna till britterna, ett landområde som bland annat inkluderade den forntida staden Dan. Området blev i och med det en del av det Franska mandatet för Syrien och Libanon och 1944 en del av Syriska republiken.
Efter 1948 års arabisk-israeliska krig befästes Golanhöjderna av Syrien och åtskilliga konfrontationer ägde här rum mellan Israel och Syrien. Den israelisk-syriska kommission som övervakade 1949 års vapenstilleståndsöverenskommelse rapporterade brott mot överenskommelsen från båda sidor. Konfrontationerna och eldutväxlingarna mellan de två sidorna eskalerade i mitten av 1960-talet.
Under sexdagarskriget 1967 erövrade israeliska armén Golanhöjderna 9–10 juni. Det område som Israel tog kontrollen över är två geografiskt skilda områden: själva Golanhöjderna (1 070 km²) samt sluttningarna kring berget Hermon (100 km²), vilket motsvarar ungefär Ölands yta. Den absoluta merparten av områdets invånare, över 130 000, antingen flydde eller fördrevs av de israeliska styrkorna. Bara några dagar efter vapenvilan började israeliska trupper rasera byar och gårdar runtom på Golanhöjderna. Av olika politiska anledningar har de som flytt aldrig fått återvända, vilket har lett till att många familjer fortfarande inte kan återförenas.
Under Jom kippur-kriget 1973 intog syriska styrkor större delen av södra Golan innan den israeliska motattacken drev tillbaka dem. År 1974 undertecknade länderna ett eldupphöravtal som innebar att merparten av Golanhöjderna fortsatte att vara under israelisk kontroll. En buffertzon upprättades öster därom som en demilitariserad zon under kontroll av FN:s observatörsstyrka UNDOF som idag har i uppdrag att övervaka vapenvilan. Öster om buffertzonen ligger de sluttningar som förblev under syrisk kontroll.

### Aktuell status och förhandlingar
Den israeliska armén tog Golanhöjderna i besittning och styrde det under militär ockupation 1967–1981, då Knesset genom en särskild lag annekterade området. Denna annektering har aldrig erkänts internationellt och Golan betraktas av FN och världssamfundet som Israelockuperat syriskt territorium. Lagen från 1981 tillerkänner de syriska medborgare som fortfarande levde i området efter kriget 1967 israeliskt medborgarskap.
Både Syrien och Israel gör anspråk på Golanhöjderna, men ingen militär aktivitet har ägt rum sedan 1974. FN:s fredsbevarande styrkor (UNDOF) har för närvarande mer än 1 000 personer på plats i området. Förhandlingarna mellan Syrien och Israel har gång på gång återupptagits under 35 års tid utan att en överenskommelse uppnåtts. Områdets strategiska betydelse, både militärt och – kanske framför allt – som vattenkälla, gör att en varaktig överenskommelse förblir osäker. Galileiska sjön, som Golanhöjderna delvis gränsar till, är Israels viktigaste sötvattenkälla. Syrien kräver att Israel skall dra sig tillbaka till den gräns som gällde före 1967, det vill säga till Galileiska sjöns stränder. I gengäld är man beredd att erkänna Israel och demilitarisera Golanhöjderna.
Olika israeliska regeringar har uttryckt en vilja att delvis dra tillbaka sina styrkor från området utan att precisera omfattningen på ett sådant tillbakadragande. I gengäld kräver de att ett Golan under syrisk kontroll ska demilitariseras och andra säkerhetsarrangemang upprättas så att området inte kan användas för ett syriskt överraskningsanfall. Israel har vidare alltid haft som krav att ett avtal med Syrien måste inkludera även normaliserade diplomatiska och ekonomiska förbindelser mellan länderna. Under de USA-ledda förhandlingarna 1999–2000 lovade Israel att återlämna ”större delen” av Golanhöjderna till Syrien i utbyte mot fred och fullt erkännande; Syrien vägrade. Syrien erbjöd ett fullt erkännande av staten Israel i utbyte mot ett återupprättande av 1967 års gränser, som Israel vägrade eftersom Syrien inte gick med på att sluta sponsra terrorgrupperna Hamas, Islamiska Jihad och Hizbollah

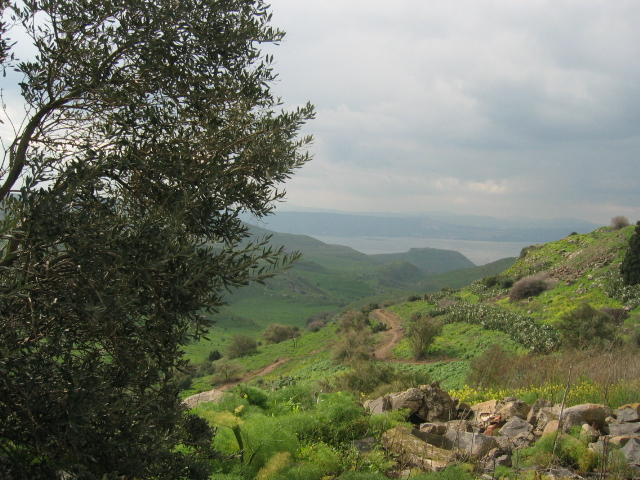
Landskap på Golanhöjderna.

Den 25 mars 2019 beslutade USA:s dåvarande president Donald Trump att USA formellt erkänner Golanhöjderna som israelisk mark.

## Geografi
Geografiskt avgränsas Golanhöjderna i väster av en brant sluttning som slutar vid Galileiska sjön och Jordanfloden 550 meter nedanför; i söder av Yarmoukfloden, i norr av den internationella gränsen till Libanon och i öst av ett stort slättland. Golan brukar delas upp i tre områden: det norra mellan Nahals Sa'ar och Gilabon, det centrala området mellan Nahals Gilabon och Dilayot och det södra området mellan Nahal Dilayot och Yarmoukdalen.
Geologiskt är Golanhöjderna en högslätt som utgör en del av ett vulkaniskt område från holocen som sträcker sig åt nordöst nästan ända bort till Damaskus. Över hela området reser sig nu inaktiva stratovulkaner som Majdel Shams. Hermon-berget ligger i Golanhöjdernas norra del men hör geologiskt inte till detta vulkaniska område. Intill Hermon finns kratersjön Brechet Ram vars vatten kommer från underjordiska källor.

## Demografi
Vid sidan av de drusiska och cirkassiska byarna, finns ett antal israeliska bosättningar i form av kibbutzer och moshaver. Befolkningen på Golan utgörs idag till hälften av syrier och till hälften av israeliska bosättare.
Israeliska bosättningar upprättades på Golan direkt efter sexdagarskriget. Kibbutzen Merom Golan grundades i juli 1967 och 1970 fanns tolv judiska bosättningar på Golan. År 2004 fanns 34 bosättningar med totalt omkring 18 000 invånare. Den enda egentliga staden på Golanhöjderna är Katzrin, en judisk stad som byggdes på 1970-talet.